# Evangelische Kirche Holzhausen (Herleshausen)

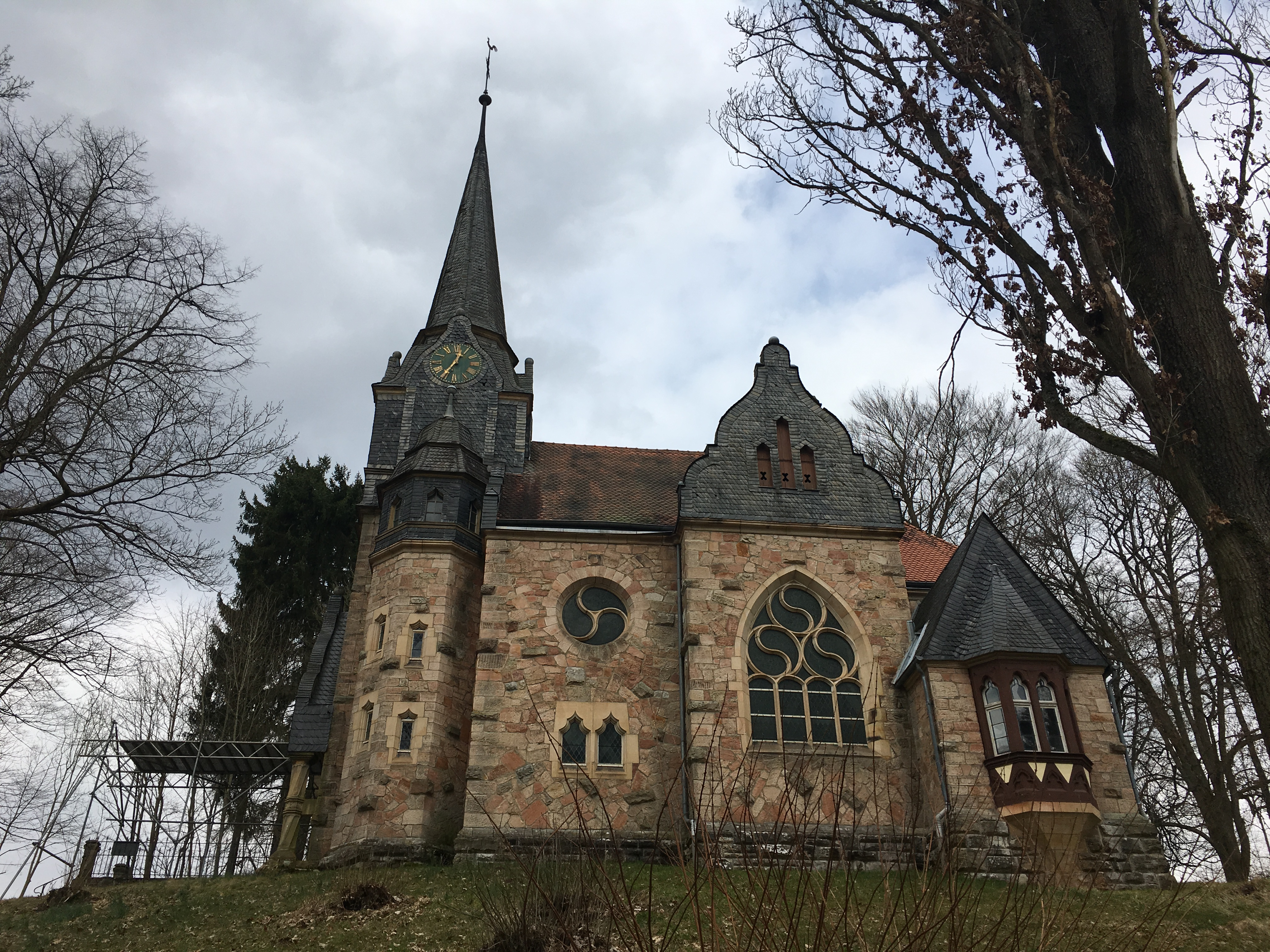
Evangelische Kirche Holzhausen (Herleshausen)

Die evangelische Kirche Holzhausen (Herleshausen) ist ein denkmalgeschütztes Kirchengebäude, das in parkartiger Umgebung am Beginn der Allee zum Gut Hohenhaus im Ortsteil Holzhausen der Gemeinde Herleshausen im Werra-Meißner-Kreis (Hessen) steht. Die Kirchengemeinde gehört zum Kirchspiel Herleshausen-Nesselröden im Kirchenkreis Werra-Meißner im Sprengel Kassel der Evangelischen Kirche von Kurhessen-Waldeck.

## Beschreibung
Die 1915 aus Zyklopenmauerwerk gebaute Kreuzkirche hat Formen der Spätgotik mit Anklängen an den Heimatstil. Der mit einem achtseitigen, schiefergedeckten, spitzen Helm bedeckte Kirchturm steht im Westen. Zwischen dem Langhaus aus zwei Jochen und dem querrechteckigen Chor im Osten, an den nach Süden die Sakristei angebaut ist, befindet sich das Querschiff mit je einem Volutengiebel. In der südwestlichen Ecke von Kirchturm und Langhaus befindet sich ein Treppenturm. Die ehemals im schmalen Bereich des Nord-Querhauses vorhandene Patronatsloge war von außen durch einen eigenen Eingang zugänglich.